# 吉備海部赤尾
吉備海部 赤尾（きびのあまべ の あかお、生没年不詳）とは、日本古代の5世紀後半の吉備の豪族。姓は直。

## 一族について
吉備海部直氏は神魂命の末裔で、吉備国一帯の瀬戸内海に分布した海人族集団の首長と想定される。
牛窓町の黒島古墳、牛窓天神山古墳、鹿歩山古墳、波歌山古墳は吉備海部直氏の古墳であると考えられる。
この時代の日本と半島のつながりは、南朝宋の昇明2年（478年）、順帝に奏上された倭王武の上表文にも示されている。朝鮮半島側の史料でも『三国史記』・『三国遺事』の慈悲麻立干・炤知麻立干両王の記事などにより、客観的に証明されている。
大和朝廷と吉備海部直一族のつながりについては、『古事記』の以下の記述も参考になる。
仁徳天皇は吉備海部直の娘である黒日売（くろひめ）を妃にしようとし、大后（皇后）の嫉妬を買い、互いに歌を交わし合った。また、「水取司」（もひとりのつかさ）に使役されていた吉備国の児島の仕丁（よぼろ）は、「難波の大渡（おおわたり＝渡し場）に後れたる倉人女（くらひとめ）」の船に遭遇し、「天皇はこのごろ八田若郎女（やた の わきのいらつめ）に婚わいなさって、昼夜戯れお遊びなさっておられますが、もしや大后はこの事を聞いてないからでしょうか、落ち着いてお出かけになるとは」と語った。倉人女はこのことを大后にありのままに伝えた、という。
6世紀には大和朝廷は556年に児嶋の屯倉を設置し、吉備中枢部からの海上交通のための出口を押さえようとしている。

## 記録
『日本書紀』巻第十四に赤尾の名前が現れるのは、以下の2箇所である。
雄略天皇7年、西暦に換算して463年に、
ここでいう「中国」（みかど）とは大陸の中国ではなく、大和朝廷のことである。
すなわち、弟君と赤尾に与えられた任務とは、
1. 新羅討伐
2. 歓因知利よりも優れた技能を持つ技術者を百済から献上させ、日本に連れてくること

の2点である。
その後、弟君は父親の田狭の誘いにのって、大和政権を裏切ろうとしたという理由で妻の樟媛（くすひめ）によって殺された。樟媛は、
雄略天皇は、弟君がいなくなったことを聞いて、日鷹吉士堅磐（ひたか の きし かたしわ）を通じて共に復命させた。
以上のように、とりあえずは、2．の目的だけは達成できたわけである。1．については、翌年の新羅救援のための任那日本府対高句麗戦、翌々年の新羅遠征にまで持ち越されることになる。しかし、結局は実現しなかった。
なお、或本によると、弟君自身が百済より帰国し、漢手人部（あやのてひとべ）、衣縫部（きぬぬいべ）、宍人部（ししひとべ）を献上したことになっている（「弟君」の名を借りて、樟媛あるいは赤尾が行った可能性もある）。
赤尾にまつわる記述はここまでである。ただ、その後も吉備海部一族は半島で活躍しており、敏達天皇2年5月（573年）には吉備海部直難波（きびのあまの なにわ）が高句麗からの使者を送る使いとなったが、任務を放棄し、虚偽の報告をしたため、翌年7月に処罰されている。同12年（583年）には吉備海部直羽嶋（きびのあまの はしま）が、日羅（にちら）を迎えに2度にわたって百済に遣わされている。